# Luis Yeray Gutiérrez Pérez
Luis Yeray Gutiérrez Pérez (San Cristóbal de La Laguna, 23 de octubre de 1985) es un político del Partido Socialista Obrero Español y alcalde de  San Cristóbal de la Laguna desde junio de 2019.

## Biografía
Nació el 23 de octubre de 1985, en el barrio de La Cuesta, siendo el mayor de 3 hermanos. Se formó en los colegios Ramiro de Maeztu y Fernando III el Santo y en el Instituto San Hermenegildo. Estudió Economía en la Universidad de La Laguna y en la UDIMA.

## Trayectoria política
Desde 2011 ingresó en el Ayuntamiento de La Laguna como asesor del equipo de Gobierno del Partido Socialista. Se incorporó como militante a las Juventudes Socialistas (donde ocuparía el cargo de Secretario General) y al Partido Socialista, en el que ostentó diversos cargos como miembro de sus ejecutivas.
El 20 de enero de 2018, llegó a la Secretaría General del Partido Socialista de La Laguna, cargo que sigue desempeñando en la actualidad. Desde el 15 de junio de 2019, es alcalde de San Cristóbal de La Laguna, siendo el más joven en ostentar este cargo en el municipio, en período democrático.
En enero de 2023, asumió la Presidencia del Grupo Ciudades Patrimonio de la Humanidad de España.